# Roussas (Melgaço)
Roussas is een plaats (freguesia) in de Portugese gemeente Melgaço en telt 1139 inwoners (2001).

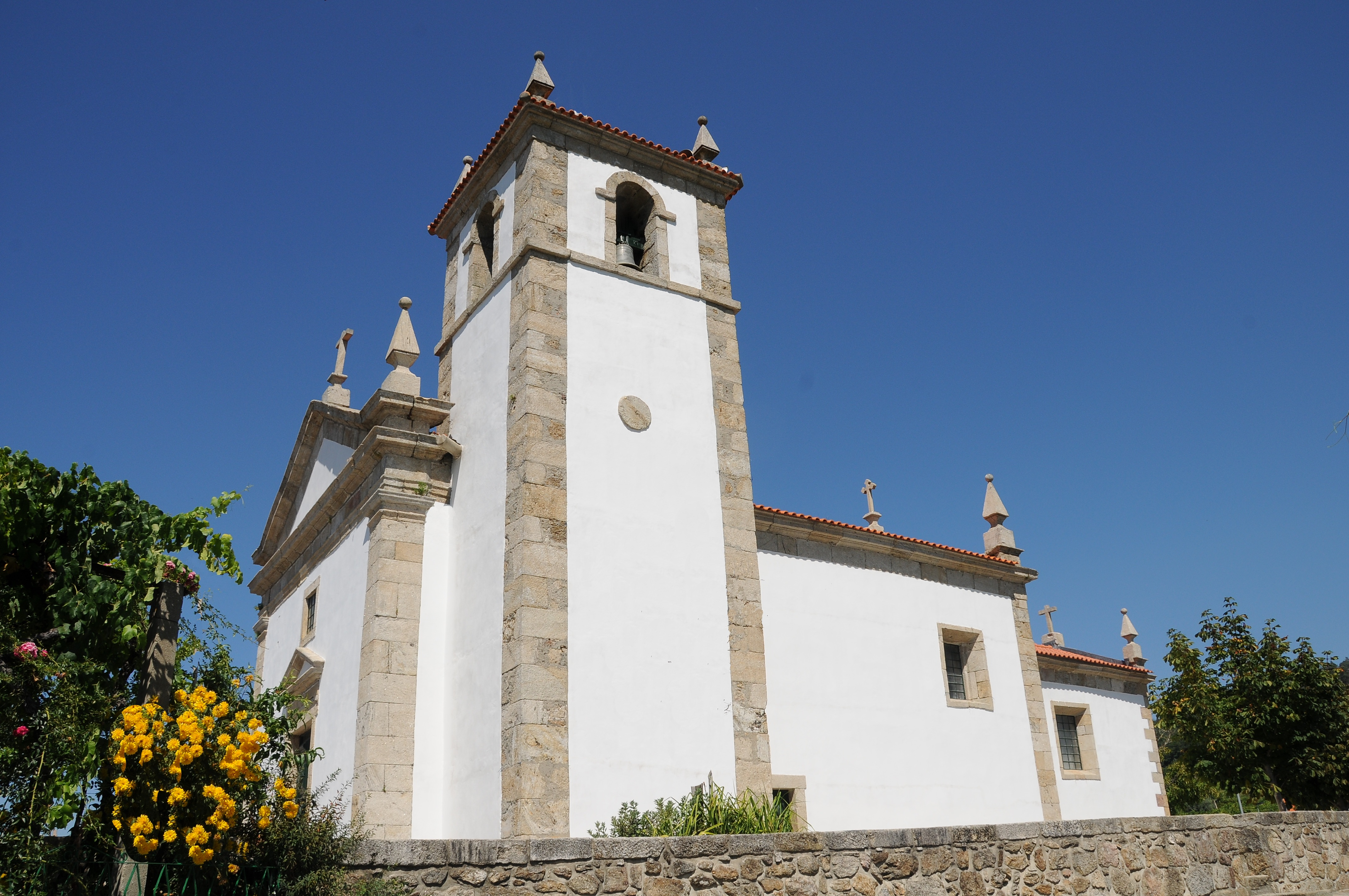